# 卞在一
卞 在一（ピョン・ジェイル、朝鮮語: 변재일、1948年9月2日 - ）は、大韓民国の官僚、政治家。第7代情報通信部次官、第17・18・19・20・21代韓国国会議員などを歴任した。本貫は草渓卞氏。

## 経歴
忠清北道清原郡（現・清州市）出身。清州高等学校、延世大学校政治外交学科卒。ペンシルベニア大学大学院修了（国際政治学修士）。第16回行政考試合格。
国防部企画局・公報官室事務官、1988年ソウルパラリンピック組織委員会企画調整室長、国務総理国務調整室政務秘書官・第2行政調整官室産業審議官、情報通信部情報化企画室長・企画管理室長、第7代情報通信部次官、第17代国会科学技術情報通信委員会委員、ヨルリンウリ党情報通信特別委員会委員長、未来社会研究フォーラム共同委員長、第18代国会文化体育観光放送通信委員会委員・教育科学技術委員会委員長、民主党政策委員会首席副議長などを務めた。
近年では親李在明系に分類されるが、2024年の第22代総選挙では共に民主党内の派閥の候補者調整によりカットオフに遭い、不出馬となった。